# ديبي سبينس
ديبي سبينس (بالإنجليزية: Debbie Spence)‏ هي لاعب كرة مضرب أمريكية، ولدت في 9 أغسطس 1967.

## وصلات خارجية
- ديبي سبينس على موقع رابطة محترفات التنس (الإنجليزية)
- ديبي سبينس على موقع الاتحاد الدولي لكرة المضرب (الإنجليزية)
- ديبي سبينس على موقع خلاصة التنس.كوم (الإنجليزية)